# Вартість робочої сили
Згідно марксистської концпеції, вартість робочої сили — загальна вартість товарів та послуг, необхідних для відтворення робочої сили.
Вартість робочої сили включає в себе засоби, необхідні для забезпечення життя найманих робітників та їхніх родин, включно із засобами, потрібними для освіти, тобто набуття потрібної кваліфікації, медичного забезпечення тощо.
Вартість робочої сили визначає соціально-необхідну заробітну плату, однак у високоорганізованих суспільствах частина необхідних засобів поступає за рахунок суспільного споживання. В цьому випадку держава частково бере на себе фінансування транспорту, освіти, медицини, пенсійного забезпечення тощо.
Вартість робочої сили у ринковій економіці визначається співвідношенням попиту і пропозиції на робочу силу на ринку праці. Вартість робочої сили - ціна на робочу силу на ринку праці, заробітна плата.

## Додаткова вартість
Згідно марксистської теорії, вартість робочої сили не збігається з вартістю створеного робітником продукту. В результаті виникає додаткова вартість, яка експропріюється власниками засобів виробництва. Додаткову вартість слід відрізняти від доданої вартості.